# Рашова (Стшелецки окръг)
Вижте пояснителната страница за други значения на Рашова.
Рашо̀ва (на полски: Raszowa; на немски: Raschowa) е село в Южна Полша, Ополско войводство, Стшелецки окръг, Община Лешница. Според Полската статистическа служба към 31 декември 2009 г. селото има 1076 жители.

## Местоположение
Разположено е на около 4 km южно от общинския център Лешница.

## Забележителности
В Регистъра за недвижимите паметници на Националния институт за наследството са вписани:
- Църква „Всички Светии“ от XV/XVI в.
- Житница от 1802 г., сега жилищен дом, ул. Кошчелна 4